# Flexibilita
Flexibilita (česky pružnost nebo ohebnost) se dá vysvětlit jako pružnost nebo dokonalé přizpůsobení se. Termín se používá pro označení sportovní činnosti či pracovního nasazení.

## Flexibilita ve sportu

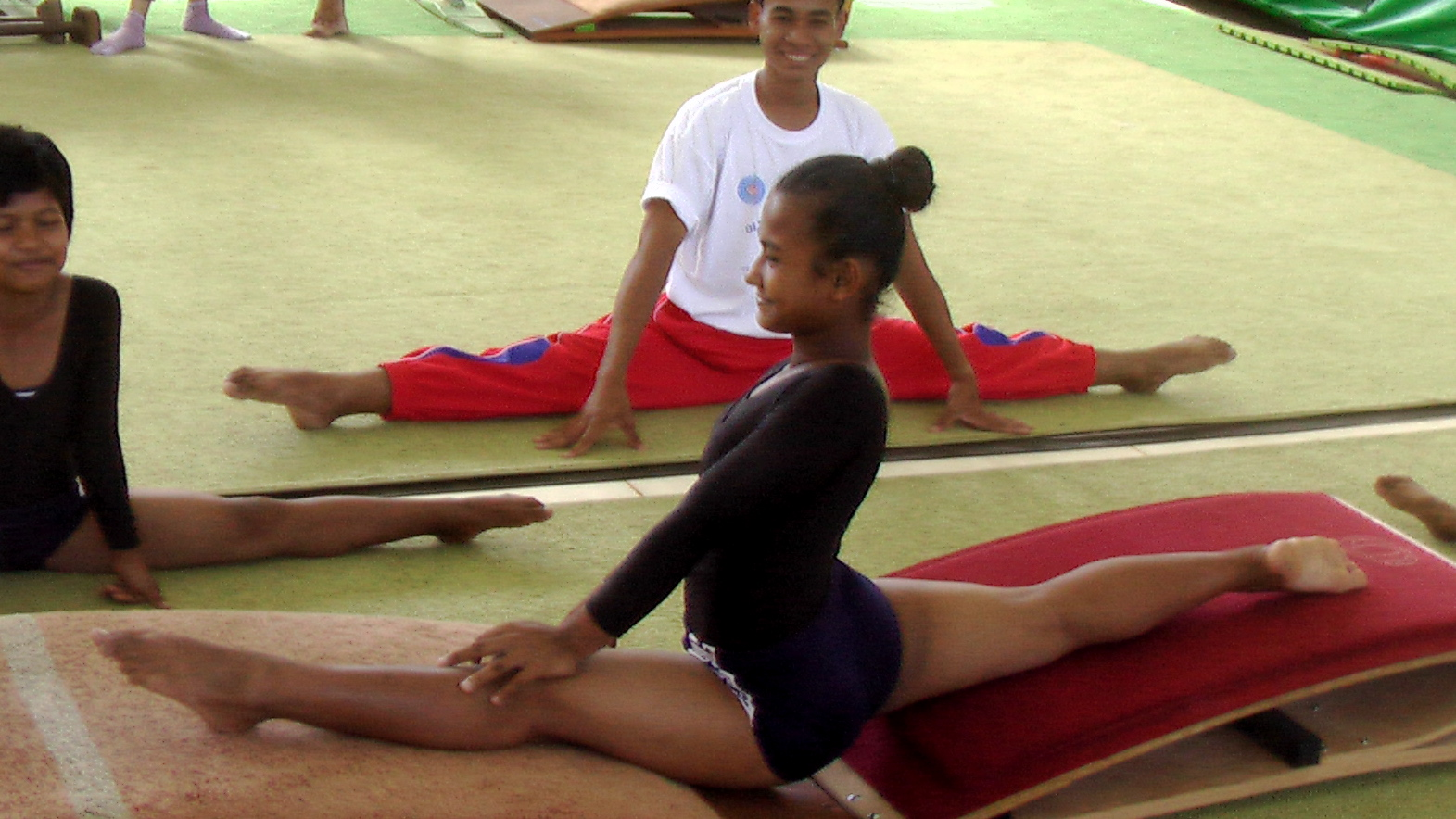
Provaz

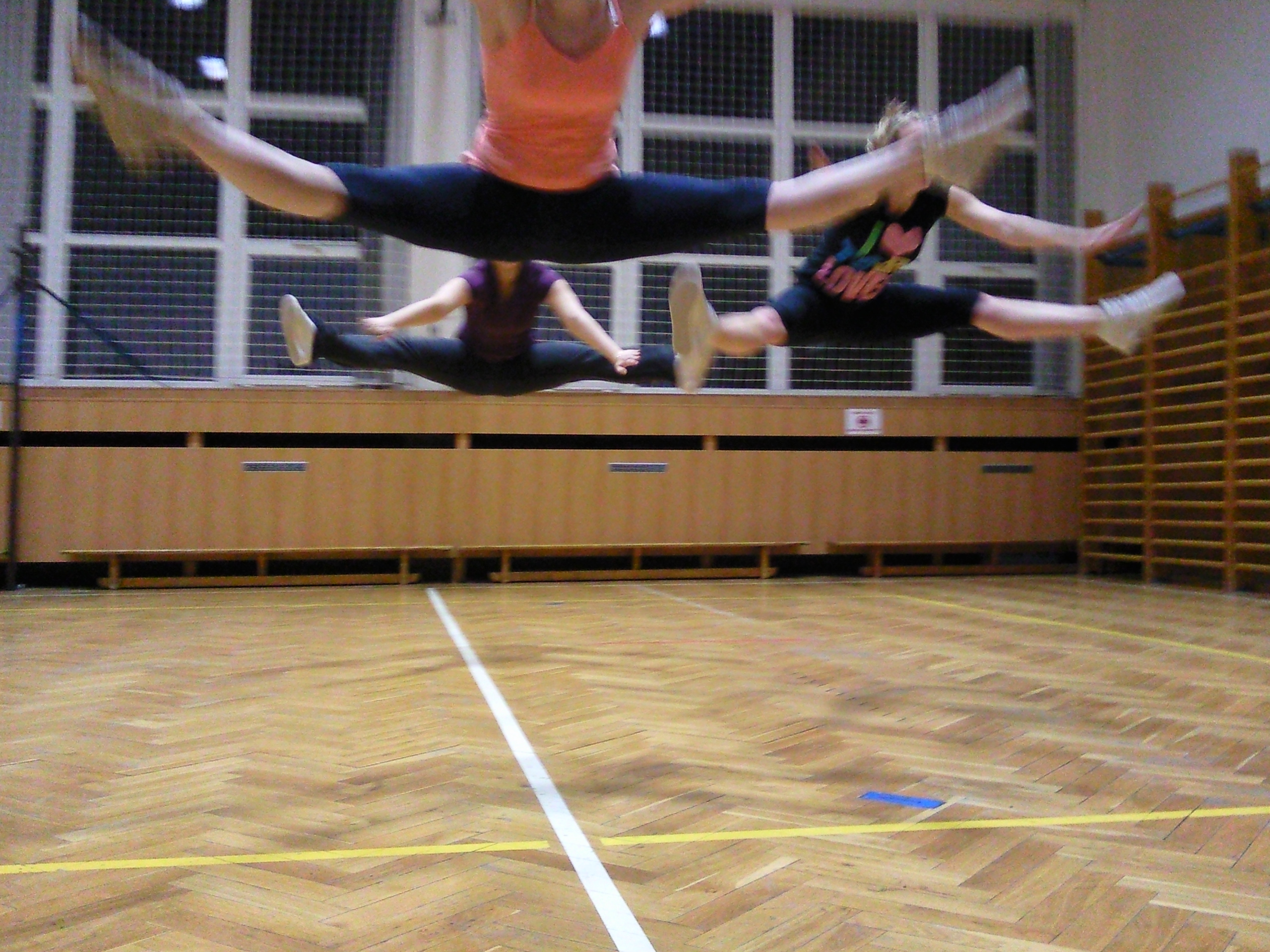
Skok „straddle“

Pro sport hraje tělesná flexibilita důležitou roli. Uplatňuje se při protahování po zahřátí na počátku sportovní činnosti a při strečinku po ukončení sportovní činnosti. Flexibility nejvíce využívají sporty jako je aerobik, gymnastika či balet – na závodní úrovni totiž v těchto sportech hraje flexibilita významnou roli při hodnocení soutěžní sestavy. Flexibilita je důležitá i pro různá bojová umění, například karate.

## Pracovní flexibilita
Nejčastěji se jedná o flexibilitu mezi zaměstnavatelem a pracovníkem, tedy přizpůsobení se situaci a úkonům, které pracovníkovi zaměstnavatel předložil. Flexibilita je považována za měkkou dovednost (kompetenci). Každý člověk je méně či více flexibilní v různých oblastech, proto se mu dle posudku nadřízeného udělují úkony, které odpovídají jeho schopnostem přizpůsobení se.
Flexibilita se dále vyskytuje ve spojitosti s flexibilní pracovní dobou, která je výhodná pro osoby na mateřské či rodičovské dovolené či osoby, které jsou pracovně vytížené druhým zaměstnáním. Jako flexibilní pracovní doba se označuje doba práce a hodina nástupu do práce, na kterou se podřízený se svým zaměstnavatelem dohodne. Flexibilní pracovní dobou lze rozumět i práci z domova, kde si zaměstnanec může libovolně určit, zda v určitý čas bude pracovat či ne – dodržet musí pouze termín odevzdání práce.